# Патока (Нижньосілезьке воєводство)
Патока (пол. Patoka, нім. Pohlswinkel) — село в Польщі, у гміні Ґромадка Болеславецького повіту Нижньосілезького воєводства.
Населення — 128 осіб (2011).
У 1975-1998 роках село належало до Легницького воєводства.

## Демографія
Демографічна структура станом на 31 березня 2011 року:
|          | Загалом | Допрацездатний вік | Працездатний вік | Постпрацездатний вік |
| -------- | ------- | ------------------ | ---------------- | -------------------- |
| Чоловіки | 66      | 16                 | 39               | 11                   |
| Жінки    | 62      | 14                 | 34               | 14                   |
| Разом    | 128     | 30                 | 73               | 25                   |

## Пам'ятки
У селі є українська греко-католицька Церква Покрови Пресвятої Богородиці. Парафія функціонує від 1957 року. Парафіяльні книги ведуться з 1958 року.